# Ігор Савич
Ігор Савич (босн. Igor Savić, нар. 8 жовтня 2000, Мостар) — боснійський футболіст, півзахисник клубу «Зріньскі».. Виступав також за клуби «Зюлте-Варегем» та «Торпедо» (Москва), а також національну збірну Боснії і Герцеговини

## Клубна кар'єра
У професійному футболі Ігор Савич дебютував 2019 року виступами за команду «Зріньскі», в якій грав до 2022 року, взявши участь у 38 матчах чемпіонату. У 2022 році футболіст перейшов до складу російської команди «Торпедо» (Москва), в якій виступав до 2023 року. Протягом 2023—2024 років боснійський півзахисник грав у складі бельгійського клубу «Зюлте-Варегем». З 2024 року Савич знову грає у складі клубу «Зріньскі».

## Виступи за збірні
У 2016 році Ігор Савич дебютував у складі юнацької збірної Боснії і Герцеговини, загалом на юнацькому рівні взяв участь у 4 іграх.
У 2021 році Савич грав у складі молодіжної збірної Боснії і Герцеговини, в якій зіграв 7 матчів. У цьому ж році футболіст зіграв свій єдиний матч у складі національної збірної Боснії і Герцеговини.

## Титули і досягнення
- Чемпіон Боснії і Герцеговини (5):

Зрінськи: 2021-22, 2024-25
- Володар Кубка Боснії і Герцеговини (1):

Зрінськи: 2023-24
- Володар Суперкубка Боснії і Герцеговини (1):

Зрінськи: 2024